# Arīs Tatarounīs
Arīs Tatarounīs (in greco Άρης Ταταρούνης?; Amarousio, 4 maggio 1989) è un ex cestista greco.
Era un playmaker di 192 cm.

## Carriera
Ha cominciato la sua carriera alle squadre giovanili del Panathinaikos e nel 2005 è stato promosso per la prima volta alla squadra maschile. Ha partecipato ai campionati Europei U16 con la nazionale greca (giugno 2005) ed al campionato dei paesi balcanici con la nazionale greca U18 (dicembre 2006).
Nel 2006-07 ha giocato in prestito alla squadra ateniese di Pagrati della Β con la quale ha conquistato la promozione in A2. Nella stagione 2007-08 ha esordito in Eurolega contro la Chorale Roanne.

## Palmarès
- Campionato greco: 1

Panathinaikos: 2007-08